# Bitwa pod Lugdunum
Bitwa pod Lugdunum – starcie zbrojne, które miało miejsce w roku 197 n.e. w czasie wojny domowej w Imperium Rzymskim pomiędzy Septymiuszem Sewerem a Klodiuszem Albinem.
W roku 195 doszło do wojny pomiędzy Septymiuszem Sewerem a Klodiuszem Albinem. W styczniu 196 Albin na czele 3 legionów z Brytanii przeprawił się do Galii, zakładając obóz w mieście Lugdunum (obecnie Lyon). Wkrótce na stronę Albina przeszły wojska z Hiszpanii oraz Zajordanii. Armia Sewera tymczasem podążyła na zachód w kierunku Viminacium. Latem 196 siły te dotarły na tereny Galii. Do starcia obu armii doszło następnego roku w okolicy miasta Lugdunum.
Wojska Albina liczyły 60 000 ludzi, przeciwnik dysponował liczniejszym wojskiem w liczbie 70 000–90 000 żołnierzy. Bitwa była zacięta i początkowo żadna ze stron nie odnosiła sukcesu. W centrum przewagę uzyskali żołnierze Albina, którzy zepchnęli przeciwnika, zmuszając nawet do ucieczki konno samego Sewera. Ten uciekając przed pogonią spadł z konia, nie został jednak rozpoznany. Gdy wydawało się już, że zwycięstwo przypadnie legionistom Albina, pojawiły się posiłki Sewera dowodzone przez Letusa, które uderzyły z flanki. Wzmocnione nieoczekiwanie świeżymi siłami oddziały Sewera w centrum, ponownie zaatakowały zmuszając wojsko Albina do ucieczki. Wkrótce pościg za uciekającym wrogiem przekształcił się w prawdziwą rzeź. Ludzie Sewera wtargnęli do miasta, które ograbiono i spalono. Pojmanemu Albinusowi odcięto głowę, po czym zaniesiono ją Sewerowi. Według innej wersji Albin popełnił samobójstwo. Jego ciało rzucono psom na pożarcie, a głowę odesłano do Rzymu. Zwolenników Albina skazano na śmierć, konfiskując ich majątki. W czerwcu 197 Sewer wkroczył triumfalnie do Rzymu, a jego dynastia panowała w państwie przez najbliższe 38 lat.